# Philipp Eduard Anton Lenard

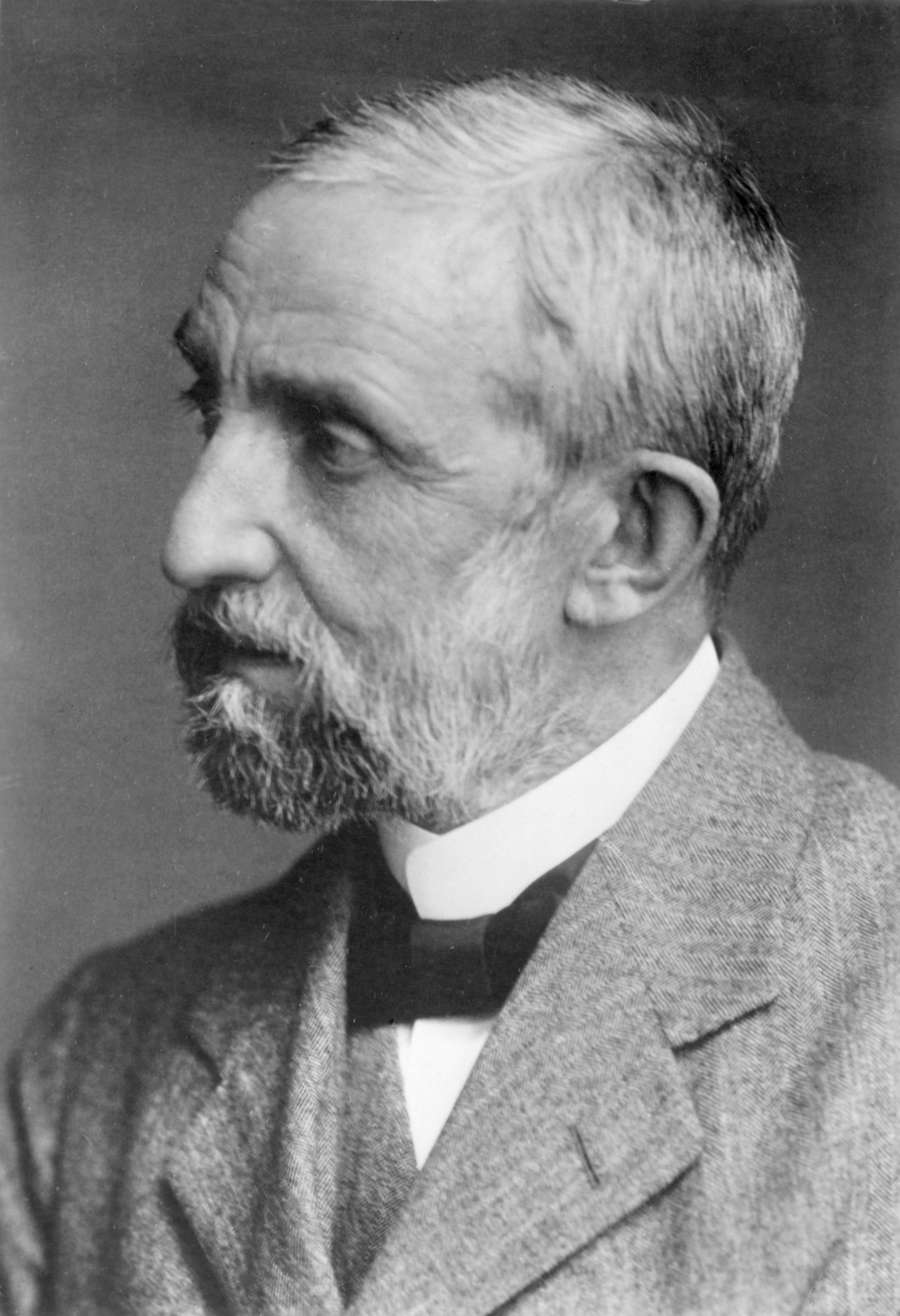
Phillipp Lenard (1942)

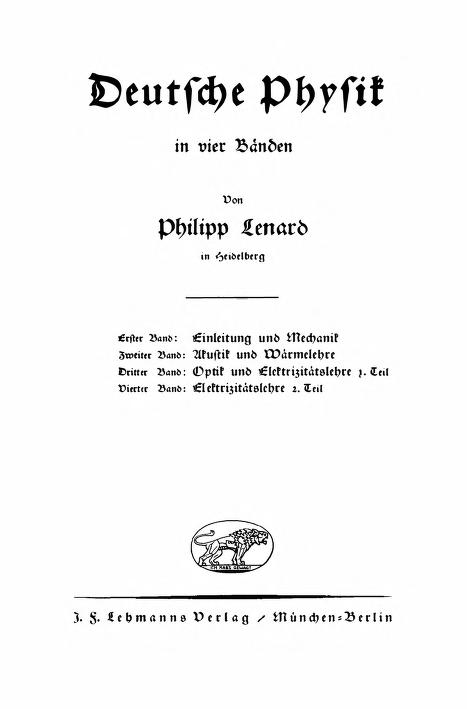
Philipp Lenard: Deutsche Physik in vier Bänden, 1936-1937, 1943. Racisme in de wetenschap. De nazi-natuurkundige Lenard zette experimentele "Duitse natuurkunde" af tegen theoretische "joodse natuurkunde" zoals de speciale relativiteitstheorie van Albert Einstein.

Philipp Eduard Anton (von) Lenard (Hongaars: Fülöp Lénárd) (Pressburg (nu Bratislava), 7 juni 1862 – Messelhausen, 20 mei 1947) was een Duits natuurkundige en winnaar van de Nobelprijs voor Natuurkunde in 1905 voor zijn onderzoek naar kathodestralen. Hoewel Lenard in Oostenrijk-Hongarije (in het tegenwoordige Slowakije) werd geboren, was hij het grootste deel van zijn leven werkzaam in Duitsland. In de jaren twintig keerde hij zich tegen de moderne natuurkunde en tijdens het naziregime werd hij met Johannes Stark (Nobelprijs 1919) de belangrijkste woordvoerder van de "Deutsche Physik".

## Biografie

### Opleiding en bloeitijd als onderzoeker
Lenards vader, Philipp Lenard, was een Tiroler wijnhandelaar. Zijn moeder Antonia Baumann. De familie was in 1722 in de adelstand verheven, maar gebruikte het bijbehorende voorvoegsel (von) al sinds het eind van de 18e eeuw niet meer. Philipp studeerde in 1880 eerst in Boedapest en Wenen, maar ging vervolgens in de wijnhandel van zijn vader werken. In 1883 zette hij zijn studie voort in Heidelberg, onder leiding van Georg Hermann Quincke en Robert Bunsen. Na nog een semester bij Hermann von Helmholtz in Berlijn promoveerde hij in 1886 in Heidelberg. Daarna was hij tot 1889 assistent van Quincke aan het natuurkundig instituut van de universiteit van Heidelberg, waar hij doorging met zijn onderzoek naar fosforescentie, dat hem de daaropvolgende 40 jaar bezig zou houden. In 1896 ontving hij de Matteucci Medal.
Na tussenstations in Engeland en Breslau werd hij in april 1891 assistent van Heinrich Hertz in Bonn. Na diens vroege dood verzorgde hij de uitgave van Hertz' verzameld werk. In Bonn werd het onderzoek naar de zogenaamde kathodestralen het centrale thema van zijn werk. Hij ontwikkelde hier een aantal cruciale verbeteringen van de buizen waarin deze stralen werden opgewekt (zie ook verderop). Hij gaf een van zijn buizen aan Röntgen, die hiermee de naar hem genoemde röntgenstraling ontdekte. Röntgen noemde hem echter nooit in zijn artikelen en voordrachten, iets wat Lenard nooit heeft kunnen verkroppen. Lenard was ook verbitterd over het feit dat de ontdekking van het elektron aan J.J. Thomson werd toegeschreven, hoewel zijn (Lenard's) experimenten hadden bijgedragen aan de opheldering van de materiële aard van kathodestralen, hij noemde ze toen reeds materiestraling. (Later is het begrip elektron hieraan ontwikkeld).
Na verder omzwervingen door Breslau, Aken en Heidelberg kreeg Lenard in 1898 een aanstelling als hoogleraar natuurkunde in Kiel, waar hem voor het eerst onbeperkte mogelijkheden tot experimenteel onderzoek werden geboden. In 1900 zette hij hier het door Heinrich Hertz en Wilhelm Hallwachs begonnen onderzoek naar het foto-elektrisch effect voort. Voor dit onderzoek kreeg hij in 1905 de Nobelprijs, nadat zijn resultaten door Albert Einstein met behulp van de nog in de kinderschoenen staande kwantumtheorie waren verklaard. Lenard ontwikkelde in Kiel ook een atoommodel dat uitging van een vrijwel leeg atoom en dat in die zin een voorloper was van het in 1910 door Ernest Rutherford ontwikkelde atoommodel.
In 1907 volgde Lenard zijn leraar Quincke op als directeur van het natuurkundig instituut in Heidelberg. Vanaf 1913 bouwde hij hier een van de modernste en grootste natuurkundige instituten in Duitsland op, het radiologisch instituut. Hij leidde dit instituut zelf, tot aan zijn emeritaat in 1932.

### Latere leven - woordvoerder van de "Duitse natuurkunde"
Ondanks het succes stagneerde zijn wetenschappelijke activiteit in Heidelberg en hij wijdde zich hier vooral aan het schrijven van samenvattende uiteenzettingen en handboeken. Met de moderne natuurkunde, die hij zelf in gang had helpen zetten, had hij nauwelijks nog contact. De Eerste Wereldoorlog bleek voor de overtuigde monarchist Lenard in vele opzichten een tragische waterscheiding in zijn leven. Na de verloren oorlog bestreed hij de moderne fysica en in het bijzonder de persoon Einstein in toenemende mate, niet alleen met artikelen in vakbladen, waarin hij het bestaan van een ether verdedigde, maar ook met persoonlijke aanvallen in tijdschriften. Uiteindelijk kwam het op een conferentie in Bad Nauheim in september 1920 zelfs tot een persoonlijke confrontatie. Einstein won vervolgens de Nobelprijs voor Natuurkunde 1921, uitgerekend voor de verklaring van het foto-elektrisch effect, dat Lenard zo uitgebreid experimenteel had bestudeerd. In 1922 verloor hij door de hyperinflatie zijn hele vermogen.
Hierna wendde Lenard zich tot het nationaalsocialisme. Op 8 mei 1924 waren hij en Johannes Stark de eerste Duitse wetenschappers van enige faam die openlijk hun sympathie voor de NSDAP en Adolf Hitler verkondigden. Samen schreven zij een krantenartikel, waarin zij beweerden bij de nazi's dezelfde geest te bespeuren die zij zo bewonderden in de grote geleerden uit het verleden (met name Galilei, Newton, Kepler en Faraday). In 1926 kwam het tot een persoonlijke ontmoeting met Hitler in Heidelberg en in 1929 verscheen zijn boek Grosse Naturforscher ("Grote Natuurvorsers"), waarin hij de geschiedenis van de natuurkunde als een arisch onderonsje voorstelt.
In 1936 kwam zijn leerboek Deutsche Physik ("Duitse Fysica") uit. Dit behandelt noch de relativiteitstheorie, noch de kwantummechanica. In het voorwoord geeft hij zijn houding aan: ...In Wirklichkeit ist die Wissenschaft, wie alles was Menschen hervorbringen, rassisch, blutmäßig bedingt. ("In werkelijkheid wordt de wetenschap, zoals alles wat mensen voortbrengen, door ras en bloed bepaald"). In 1937 werd hij lid van de NSDAP. Binnen de stroming van de "Duitse fysica" bleef hij - in tegenstelling tot Johannes Stark - de intellectueel en hij ondernam verder geen deel aan politieke activiteiten. Na zijn emeritaat in 1932 kreeg hij van het nationaalsocialistische regime talrijke onderscheidingen als leidsman van de fysica, maar vanaf het begin van de Tweede Wereldoorlog nam zijn invloed af.
In 1944 werd een deel van zijn natuurkundig instituut naar Messelhausen verhuisd en zijn binding aan het instituut was zo sterk dat hij meeverhuisde. Vanwege zijn hoge leeftijd werd hij in 1945 niet door de Amerikanen gedenazificeerd, maar hij werd wel verbannen van zijn positie aan de universiteit van Heidelberg. Hij stierf in 1947 in Messelhausen. Zijn nalatenschap ligt nu in het Deutsches Museum in München.

## Onderzoek naar het foto-elektrisch effect
Lenard kreeg zijn Nobelprijs voor zijn onderzoek naar kathodestralen (in feite snel bewegende elektronen). De aard van deze stralen was lastig te bestuderen omdat de stralen opgesloten zaten in de glazen buizen waarin ze werden opgewekt. Bovendien zat er ook lucht in deze buizen (buizen met een hoog vacuüm produceerden geen stralen), wat de studie van de straling verder bemoeilijkte. Lenard slaagde erin deze problemen op te lossen door het aanbrengen van kleine metalen "vensters" in het glas, dik genoeg om het drukverschil tussen de binnen- en buitenkant van de buizen te weerstaan, maar dun genoeg om de kathodestralen door te laten. Op deze manier kon de straling het laboratorium of een vacuüm binnengeleid worden. Hij kon de stralen en hun intensiteit vervolgens waarnemen met behulp van vellen papier waarop een laagje fosforescent materiaal was aangebracht.
Hij slaagde erin te laten zien dat de straling die vrijkomt wanneer metalen in vacuüm worden beschenen met ultraviolet licht, veel overeenkomsten vertoont met kathodestraling (we weten intussen dat het in beide gevallen gaat om elektronen). Zijn belangrijkste waarneming aan dit foto-elektrisch effect was dat de energie van de vrijkomende straling onafhankelijk was van de intensiteit van het invallende licht, maar toenam wanneer de golflengte van het invallende licht werd verlaagd. Hij nam ook waar dat de absorptie van de stralen min of meer evenredig is met de dichtheid van het materiaal waar ze doorheen gaan, wat erop wees dat het niet om elektromagnetische straling ging. Verder liet hij zien dat de stralen werden verstrooid door lucht, wat erop wees dat ze moesten bestaan uit deeltjes kleiner dan de moleculen waaruit de lucht bestaat. Zijn werk bevestigde dat van J.J. Thomson, die als eerste begreep dat kathodestraling bestond uit een stroom elektronen.
Albert Einstein verklaarde het foto-elektrisch effect uiteindelijk als een kwantumeffect. Hij voorspelde dat een grafiek van de kathodestraalenergie uitgezet tegen de frequentie een rechte lijn moest opleveren met helling gelijk aan de constante van Planck. Dit werd enige jaren later experimenteel bevestigd en Einstein kreeg de Nobelprijs voor zijn verklaring.